# 根斯布倫嫩

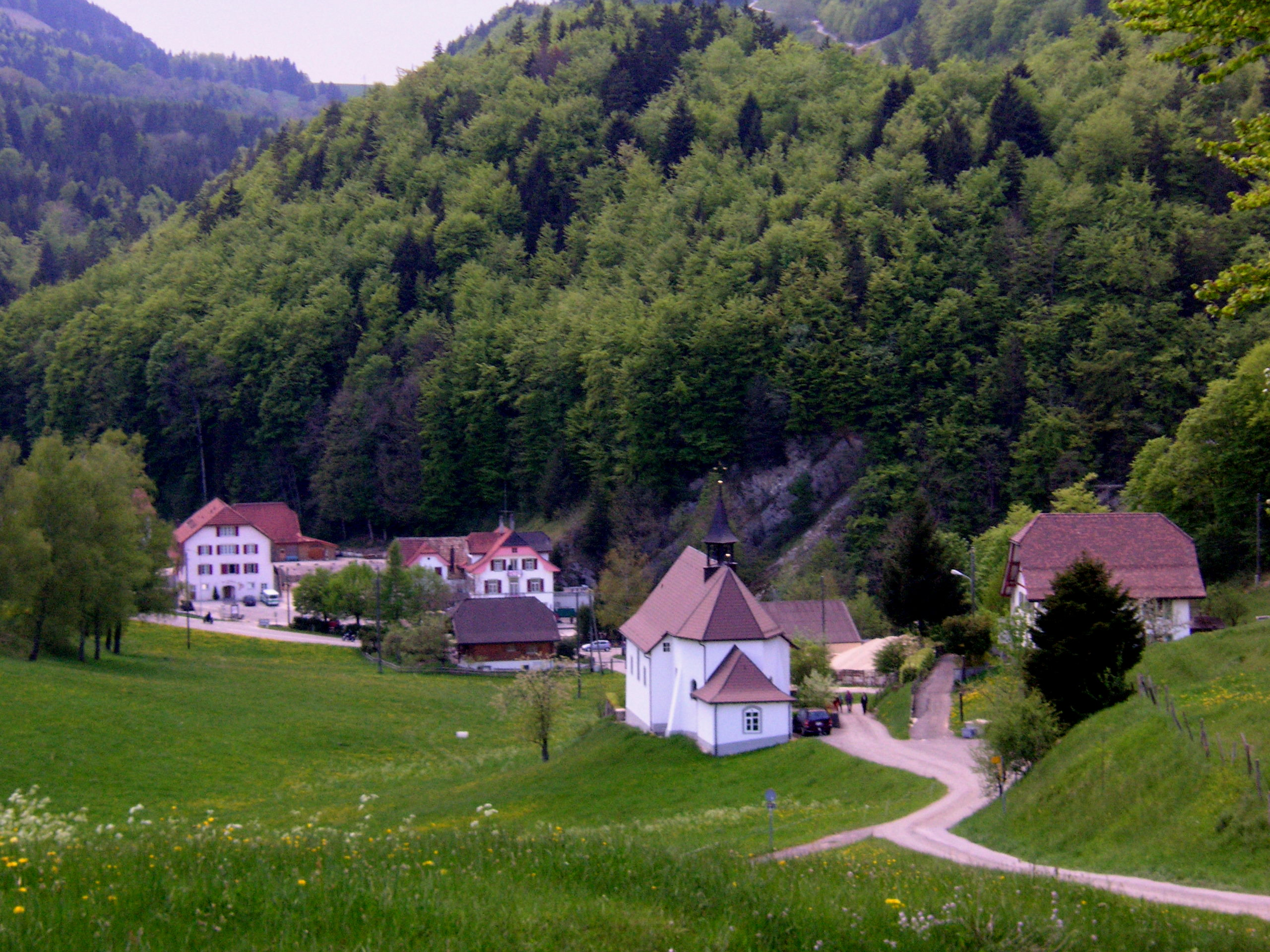

根斯布倫嫩（德语：Gänsbrunnen）是瑞士的城鎮，位於該國北部，由索洛圖恩州負責管轄，面積11.44平方公里，海拔高度732米，2012年人口101，四成人口信奉基督教，人口密度每平方公里9人。

## 外部連結
- Official website （页面存档备份，存于）